# اندرسون سیلوا (بازیکن فوتبال)
اندرسون سیلوا (انگلیسی: Anderson Silva؛ زادهٔ ۲۱ نوامبر ۱۹۹۷) بازیکن فوتبال اهل برزیل است.
از باشگاه‌هایی که در آن بازی کرده‌است می‌توان به باشگاه فوتبال گوارانی اشاره کرد.